# 依巴斯汀
依巴斯汀（Ebastine，又名），学名1-[4-(1,1-二甲基乙基)]-4-[4-(二苯基甲氧基)-1-哌啶基]-1-丁酮，分子式C32H39NO2，分子量469.67，是一種組胺H1受體拮抗劑，能抑制組織胺的釋放，從而達至控制過敏反應的功效。一般處方都是 10 毫克白色藥片，由鋁箔包裝。藥物須遮光保存。

## 參看
- 馬來酸氯苯那敏

## 外部連結
- . South African Electronic Package Inserts. 1997-10-24  [2007-04-01]. （原始内容存档于2020-06-08）.